# Giuseppe Olivi (naturalista)
Giuseppe Olivi (Chioggia, 18 marzo 1769 – Padova, 24 agosto 1795) è stato un naturalista e poeta italiano.

## Biografia
Fu membro di prestigiose istituzioni scientifiche, italiane e straniere, fra le quali l'Accademia delle Scienze di Torino, l'Accademia nazionale delle scienze, detta anche Accademia dei XL, e l'Accademia di Berlino.
Allievo a Chioggia di Francesco e Giuseppe Fabris, vestì l'abito ecclesiastico e si fregiò del titolo di abate in quanto aveva ricevuto gli ordini minori. Si interessò di argomenti di vario genere, dalla chimica, dove promosse la teoria lavoiseriana, alla botanica, con particolare riferimento alle alghe, passando per la mineralogia e per questioni di agraria.
Convinto sostenitore di Albrecht von Haller, prese parte ai dibattiti sull'irritabilità e sull'elettricità animale. La sua opera maggiore, che ottenne ampi consensi nel mondo scientifico contemporaneo, è la Zoologia Adriatica ossia Catalogo ragionato degli animali del golfo e delle lagune di Venezia del 1792, nella quale anticipò gli studi zoo-biologici in chiave biometrica e descrisse per primo, tra le altre specie di porifere, la Suberites domuncula.. Nello stesso anno pubblicò anche il trattato Delle conserve irritabili, e del loro movimento di progressione verso la luce, che stimolò i successivi approfondimenti in relazione alla chimica della fisiologia vegetale.
"Io preveggo facilmente, che proseguendo voi, e perfezionando i vostri studj, diverrete sicuramente uno de' primi naturalisti dell'Europa". Così il naturalista di fama europea Lazzaro Spallanzani all'Olivi nel 1792. Ma la precoce morte rese vane tante promesse e tante speranze.
È sepolto nella chiesa di Santa Caterina in Padova e un busto funerario che lo raffigura si trova nel chiostro del convento della basilica di Sant'Antonio da Padova della stessa città. A neanche un mese dalla morte, la città natale decise l'erezione in duomo di una grande lapide, la cui iscrizione fu dettata da Melchiorre Cesarotti: posta in opera alla fine di agosto del 1796, Foscolo, presente in Chioggia poche settimane dopo, che dell'Olivi era amico, non poté non vederla.
Melchiorre Cesarotti scrisse in suo ricordo una commemorazione funebre, l'Elogio dell'abate Giuseppe Olivi (Padova 1796) con in appendice un saggio di poesie dello stesso. Ugo Foscolo ebbe con sé l'Elogio durante il soggiorno ai Colli Euganei nell'estate del 1796, e se ne servì nella composizione delle sue opere maggiori. Lo stesso fece Giacomo Leopardi, che nel Risorgimento, in A Silvia, nel Passero solitario, nel Canto notturno di un pastore errante dell'Asia, e nella Quiete dopo la tempesta si ispirò alla vicenda dell'Olivi: al "limitar della gioventù" che si legge nell'Elogio (p. 13), ad esempio, attinse il "limitare / di gioventù" di A Silvia 5-6 che tutti conoscono. 
Ippolito Pindemonte, infine, che il giovane l'aveva conosciuto e apprezzato, lo ricordò nell'esordio dei suoi Sepolcri.
La città di Chioggia nel 1995, per i duecento anni dalla morte, ha dedicato all'Olivi le Giornate oliviane, un convegno di studi con la pubblicazione di monografie a lui consacrate e lo scoprimento di una lapide commemorativa.